# Tamel (Santa Leocádia) e Vilar do Monte
Tamel (Santa Leocádia) e Vilar do Monte (llamada oficialmente União das Freguesias de Tamel (Santa Leocádia) e Vilar do Monte) es una freguesia portuguesa del municipio de Barcelos, distrito de Braga.

## Historia
Fue creada el 28 de enero de 2013 en aplicación de una resolución de la Asamblea de la República de Portugal promulgada el 16 de enero de 2013 con la unión de las freguesias de Santa Leocádia de Tamel y Vilar do Monte, pasando su sede a estar situada en la antigua freguesia de Santa Leocádia de Tamel.

## Demografía
| Gráfica de evolución demográfica de Tamel (Santa Leocádia) e Vilar do Monte entre 2011 y 2021 |
|                                                                                               |
| Datos según el nomenclátor publicado por el INE portugués.                                    |